# Fußball-Bundesliga/Rekorde
Der Artikel Fußball-Bundesliga/Rekorde listet Rekorde, die die deutsche Fußball-Bundesliga betreffen, auf.

## Vorbemerkung
Die jeweiligen Vereine, die den Rekord erzielten oder mit denen der Rekord erzielt wurde, sind nach der Platzierung in der Ewigen Tabelle der Fußball-Bundesliga hier gelistet. Es besteht eine Unterteilung zwischen Positiv- und Negativrekorden sowie vereinsinternen Bestmarken. Weitere Rekorde, die den jeweiligen Vereinen nicht zuzuordnen sind, werden unter „Allgemein“ gelistet. Zudem bestehen die Rubriken „Trainerspezifische Rekorde“, „Schiedsrichterspezifische Rekorde“ sowie „Sonstige Rekorde“. Es besteht außerdem die Möglichkeit „In nächster Zeit möglicherweise fallende Bestmarken“ im unteren Bereich der Seite festzuhalten, bzw. die neuen Rekorde an die passenden Stellen einzusortieren. Wenn möglich, wird zu einem Positivrekord auch der Negativrekord als Gegenstück gelistet (und andersrum). Die Liste erhebt keinen Anspruch auf Vollständigkeit.

## Allgemein

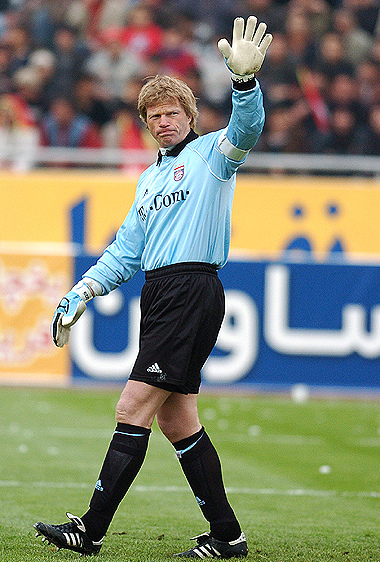
Rekordtorhüter (Oliver Kahn, 557 Einsätze, 2006)

- Bestehen des Spielbetriebs der Bundesliga (laufend): 61 Jahre und 358 Tage (seit 24. August 1963)[1]
- Anzahl der teilnehmenden Vereine: 58 (Stand: Saisonbeginn 2025/26)[2][3]
- 13 der 58 teilnehmenden Vereine waren bislang Deutscher Meister (zuletzt neu: Bayer Leverkusen, 2023/24, Stand: 2025).[4][5][6][7][8]
- 35 der 58 teilnehmenden Vereine waren bislang Tabellenführer (zuletzt neu: 1. FC Heidenheim, am 2. Spieltag 2024/25, Stand: 34. Spieltag 2024/25).[9][10][11]
- 7 der 58 teilnehmenden Vereine sind bislang noch nie abgestiegen (Stand: Saisonbeginn 2025/26)[12]
  - FC Bayern (ist am längsten und am längsten ununterbrochen dabei, seit der 3. Saison 1965/66 bislang die 61. Spielzeit ununterbrochen dabei)
  - Bayer Leverkusen (seit der Saison 1979/80 bislang die 46. Spielzeit ununterbrochen dabei)
  - VfL Wolfsburg (seit der Saison 1997/98 bislang die 29. Spielzeit ununterbrochen dabei)
  - TSG Hoffenheim (seit der Saison 2008/09 bislang die 19. Spielzeit ununterbrochen dabei)
  - FC Augsburg (seit der Saison 2011/12 bislang die 15. Spielzeit ununterbrochen dabei)
  - RB Leipzig (seit der Saison 2016/17 bislang die 10. Spielzeit ununterbrochen dabei)
  - Union Berlin (seit der Saison 2019/20 bislang die 7. Spielzeit ununterbrochen dabei)
  - 1. FC Heidenheim (seit der Saison 2023/24 bislang die 3. Spielzeit ununterbrochen dabei)
- Anzahl der bisherigen Absteiger: 154 (nach 62 Spielzeiten, Stand: Saisonbeginn 2025/26)[13][14]
- Anzahl der bisherigen Aufsteiger: 156 (nach 62 Spielzeiten, Stand: Saisonbeginn 2025/26)[15]
- 18 der 58 teilnehmenden Vereine stellten bislang den Torschützenkönig: (in bislang 62 abgeschlossenen Spielzeiten gab es 71 Torschützenkönige, Stand: Saisonende 2024/25)[16]
  - FC Bayern (23×)
    - Borussia Dortmund (5×)
    - 1. FC Köln (5×)
    - Werder Bremen (5×)
      - Borussia Mönchengladbach (4×)
      - Bayer Leverkusen (4×)
      - Eintracht Frankfurt (4×)
        - Hamburger SV (3×)
        - 1860 München (3×)
        - VfL Bochum (3×)
        - Schalke 04 (3×)
        - VfB Stuttgart (3×)
          - VfL Wolfsburg (2×)
            - Rot-Weiß Oberhausen (1×)
            - Fortuna Düsseldorf (1×)
            - Hertha BSC (1×)
            - 1. FC Nürnberg (1×)
            - RB Leipzig (1×)
- Bisher wurden 47 verschiedene Spieler Torschützenkönig (Stand: 2024/25).[17]
  - Anzahl deutsche Torschützenkönige: 28 (Stand: 2024/25)[17]
  - Anzahl ausländische Torschützenkönige: 19 (Stand: 2024/25)[17]
- 14 der 16 Bundesländer stellten bislang mindestens einen Bundesligisten. Nicht vertreten waren die Bundesländer Sachsen-Anhalt und Thüringen (Stand: Saisonbeginn 2025/26).[18]
- Bundesland mit den meisten Bundesligisten: Nordrhein-Westfalen (18 Bundesligisten, Stand: Saisonbeginn 2024/25)[18]
- Stadt mit den meisten Bundesligisten: Berlin (5 Teilnehmer, 4 aus Berlin-West und ein Verein aus Berlin-Ost, Stand: Saisonbeginn 2025/26)[18]
- Bundesland mit den meisten Bundesligisten auf dem Gebiet der ehemaligen DDR: Sachsen (3 Vereine, Stand: Saisonbeginn 2025/26)[19]
  - RB Leipzig
  - Dynamo Dresden
  - VfB Leipzig
- Stadt mit den meisten Bundesligisten auf dem Gebiet der ehemaligen DDR: Leipzig (2 Vereine, Stand: Saisonbeginn 2025/26)[19]
  - RB Leipzig
  - VfB Leipzig
- Anzahl Bundesligisten, die zu DDR-Zeiten in der DDR-Oberliga aktiv waren: 5 (Stand: Saisonbeginn 2025/26)[19]
  - Hansa Rostock
  - Union Berlin
  - Energie Cottbus
  - Dynamo Dresden
  - VfB Leipzig
- Anzahl Spiele: 18.914 (+57 Relegationsspiele, Stand: Saisonende 2024/25)[8][19]
- Anzahl Spieltage: 2104 (+57 Relegationsspiele, Stand: Saisonende 2024/25)[20]
- Anzahl Spielabbrüche: 8 (Stand: Saisonende 2024/25)[21]
  - Hamburger SV gegen Borussia Dortmund, am 7. Dezember 1963 (nach 61. Minuten, beim Stand von 1:2, wegen Nebels, 14. Spieltag 1963/64) Das Wiederholungsspiel gewann der HSV mit 2:1.
    - auch erster Spielabbruch

  - VfB Stuttgart gegen Borussia Neunkirchen, am 2. Dezember 1967 (nach 55 Minuten, beim Stand von 0:0, wegen Nebels, 16. Spieltag 1967/68) Das Wiederholungsspiel gewann der VfB mit 2:1.
  - Borussia Mönchengladbach gegen Werder Bremen, am 3. April 1971 (nach 88 Minuten, beim Stand von 1:1, wegen Bruch eines Torpfostens) Das Spiel wurde mit 0:2 gewertet.
  - Eintracht Braunschweig gegen Eintracht Frankfurt, am 31. Oktober 1972 (zur Halbzeit, beim Stand von 3:0, wegen Nebels). Das Wiederholungsspiel gewann Braunschweig mit 2:1.
  - 1. FC Kaiserslautern gegen Fortuna Düsseldorf (Am 27. November 1976, beim Stand von 0:1 wurden Flaschen auf das Spielfeld geworfen.) Das Spiel wurde mit 0:2 gewertet.
  - 1. FC Nürnberg gegen den VfL Wolfsburg, am 11. April 2008 (beim Stand von 1:0, starker Regen und zu viel Wasser auf dem Spielfeld, 28. Spieltag 2007/08) Das Wiederholungsspiel gewann Nürnberg mit 1:0.
  - FC St. Pauli gegen Schalke 04, am 1. April 2011 (nach 87 Minuten, beim Stand von 0:2, nach einem Bierbecherwurf auf den Assistenten Thorsten Schiffner) Das Spiel wurde mit 0:2 gewertet.[22][23]
  - VfL Bochum gegen Borussia Mönchengladbach, am 18. April 2022 (nach 69 Minuten, beim Stand von 0:2, Bierbecherwurf auf Assistenten Christian Gittelmann, 27. Spieltag 2021/22) Das Spiel wurde mit 0:2 gewertet.[24]
- Anzahl Tore: 58.009 (Stand: nach Relegation 2024/25)[8][19]
- Anzahl unterschiedlicher Torschützen: 4065 (Stand: 34. Spieltag 2024/25)[25]
- Anzahl Eigentore: 1189 (Stand: 34. Spieltag 2024/25)[26]
- Anzahl unterschiedlicher Eigentorschützen: 872 (Stand: 34. Spieltag 2024/25)[26]
- meiste Eigentore in einer Saison: 32 (2001/02, Stand: Saisonende 2024/25)[27]
- Anzahl Strafstöße: 5340 (Stand: 34. Spieltag 2024/25)[28][29][30][31]
  - davon verwandelt: 4005 (Stand: 34. Spieltag 2024/25)
  - davon gehalten oder verschossen: 1335 (Stand: 34. Spieltag 2024/25)
- Anzahl unterschiedlicher Strafstoßschützen: 1071 (Stand: 34. Spieltag 2024/25)[29][30][31]
- Anzahl Torhüter, die mindestens einem Strafstoß gegenüberstanden: 402 (Stand: 34. Spieltag 2024/25)[29]
- meiste Strafstöße in Folge verwandelt (längste Serie der Liga): 35 (Der 36. Versuch wurde durch den Wolfsburger Wout Weghorst am 7. Spieltag 2023/24 gegen Oliver Baumann von der TSG Hoffenheim neben das Tor geschossen.)[32][33]
- Spieler, der die meisten Strafstöße in Folge verwandelte: 17 (Robert Lewandowski, für den FC Bayern und Borussia Dortmund; gemeinsam mit Torhüter Hans-Jörg Butt, für den Hamburger SV, 1999–2001, Stand: 24. Spieltag 2024/25)[34][35]
- Torhüter, der die meisten Strafstöße in Folge gegen sich parierte: Frank Rost (4 Strafstöße, für Schalke 04 und den Hamburger SV; gemeinsam mit Thomas Zander (1980), für 1860 München, Hans Jörg Butt (2000), für den Hamburger SV, Bernd Leno (2014), für Bayer Leverkusen und Noah Atubolu, für den SC Freiburg, laufend, Stand: 34. Spieltag 2024/25)[36][37][38]
- meiste Strafstöße nach 9 Spieltagen: 41 (2023/24)[39]
- meiste Strafstöße nach 16 Spieltagen: 60 (2023/24)[40]
- meiste Meisterschaften eines ausländischen Spielers: 10 (Robert Lewandowski, Pole (8× mit dem FC Bayern und 2× mit Borussia Dortmund); gemeinsam mit David Alaba, Österreicher (alle 10 für den FC Bayern) (siehe auch unter Positivrekorde des FC Bayern), Stand: Saisonende 2023/24)[41]
- meiste Auswärtssiege in einer Saison: 115 (2019/20, Stand: 2024/25)[36]
- Anzahl Spieltage in Folge ohne Heimsieg: 2 (24. und 25. Spieltag 2024/25, Stand: 28. Spieltag 2024/25)[42]
- wenigste Tore für Heimmannschaften an einem Spieltag: 2 (26. Spieltag 1989/90, Stand: 25. Spieltag 2024/25)[43]
- wenigste Punkte für Heimmannschaften an einem Spieltag: einen Punkt von 27 möglichen Punkten (2×, Stand: 26. Spieltag 2024/25)[43][44]
  - 6. Spieltag 2019/20 (beim 2:2-Unentschieden zwischen Borussia Dortmund gegen Werder Bremen)
  - 24. Spieltag 2024/25 (beim 0:0-Unentschieden zwischen dem FC Augsburg und dem SC Freiburg)
    - entspricht den meisten Punkten für Auswärtsmannschaften an einem Spieltag: 25 von 27 möglichen Punkten (2×, je 8 Siege und ein Unentschieden, Stand: 26. Spieltag 2024/25)[43]
      - 6. Spieltag 2019/20
      - 24. Spieltag 2024/25
- meiste Auswärtssiege zu Beginn eines Spieltages: 8 (8 von 9 Partien, am 24. Spieltag 2024/25, die letzte Partie endete 0:0-Unentschieden, Stand: 26. Spieltag 2024/25)[43]
  - VfB Stuttgart gegen den FC Bayern (1:3)[45]
  - RB Leipzig gegen Mainz 05 (1:2)[46]
  - 1. FC Heidenheim gegen Borussia Mönchengladbach (0:3)[47]
  - Werden Bremen gegen den VfL Wolfsburg (1:2)[48]
  - VfL Bochum gegen die TSG Hoffenheim (0:1)[49]
  - FC St. Pauli gegen Borussia Dortmund (0:2)[50]
  - Eintracht Frankfurt gegen Bayer Leverkusen (1:4)[51]
  - Union Berlin gegen Holstein Kiel (0:1)[52]
- Anzahl Spiele in Folge ohne Heimsieg: 19 (2024/25, letztes Spiel des 23. Spieltages bis letztes Spiel des 25. Spieltages, Stand: 28. Spieltag 2024/25)[42]
- meiste unterschiedliche Tabellenführer in einer Saison: 6 (2000/01)[53]
  - FC Bayern (wurde Deutscher Meister, erzielte den entscheidenden 1:1-Ausgleich beim Hamburger SV in der Nachspielzeit des letzten Spieltages)
  - Schalke 04 (verlor die Tabellenführung durch den 1:1-Ausgleich des FC Bayern im Parallel-Spiel in der Nachspielzeit des letzten Spieltages; hatte zuvor das eigene Spiel nach 0:2-Rückstand mit 5:3 gewonnen)[54]
  - SC Freiburg
  - Hertha BSC
  - Bayer Leverkusen
  - Borussia Dortmund
- Stadion, das am häufigsten Austragungsort eines Bundesligaspiels war: MHPArena in Stuttgart (1019×, als Heimspielstätte des VfB Stuttgart (983 Spiele) und der Stuttgarter Kickers (36 Spiele); das 1000. Spiel war das 3:3 zwischen dem VfB und dem FC Heidenheim, am 31. März 2024, Stand: 33. Spieltag 2024/25)[55][56]
- Anzahl Clubs, die mindestens 800 Spiele gewannen: 4 (Stand: 28. Spieltag 2024/25)[57][58]
  - FC Bayern (1233)
  - Borussia Dortmund (899)
  - Werder Bremen (832, Stand: 28. Spieltag 2024/25)
  - VfB Stuttgart (800)
- Der amtierende Deutsche Meister verlor nie ein offizielles Saisoneröffnungsspiel (23 Spiele, 18 Siege und 5 Unentschieden, Stand: 1. Spieltag 2024/25).[59]
- Spieler, die zweimal in Folge, mit zwei verschiedenen Vereinen Deutscher Meister wurden: 2 Spieler (je 1×, Stand: 2023/24)[60]
  - Josip Stanisic (2022/23 mit dem FC Bayern und 2023/24 mit Bayer Leverkusen)
  - August Starek (1967/68 mit dem 1. FC Nürnberg und 1968/69 mit dem FC Bayern)
- meiste Spiele eines Torhüters: 557 (Oliver Kahn, 128 für den Karlsruher SC und 429 für den FC Bayern, Stand: 33. Spieltag 2024/25)[61][62]
- meiste Siege eines Torhüters: Manuel Neuer (356, nach 523 Einsätzen, für Schalke 04 (77 Siege) und den FC Bayern München (279 Siege), Stand: 34. Spieltag 2024/25)[63][64][65][66][67][68][69][70][71][72][73]
- erster Torhüter mit 356 Siegen: Manuel Neuer (nach 523 Einsätzen, für Schalke 04 (77 Siege) und den FC Bayern München (279 Siege), Stand: 34. Spieltag 2024/25)[74][64]
- Spieler mit den wenigsten Einsätzen für die ersten 150 Siege: 193 (Manuel Neuer)[63]
- Torhüter mit den meisten Spielen ohne Gegentor (inklusive Ein- oder Auswechslungen): Manuel Neuer (240, nach 523 Einsätzen, zweimal spielte er nicht über die volle Spielzeit und blieb ohne Gegentor, Stand: 34. Spieltag 2024/25)[75][65][76][75][77]
  - Torhüter mit den meisten Spielen ohne Gegentor (über die volle Spielzeit, ohne Ein- oder Auswechslungen): Manuel Neuer (238, nach 523 Einsätzen, zweimal spielte er nicht über die volle Spielzeit und blieb ohne Gegentor, Stand: 34. Spieltag 2024/25)[63][77][75][65]
- einziger Torhüter, der mindestens 100 Spiele absolvierte und dabei weniger Gegentreffer hinnehmen musste, als er Spiele bestritt: Manuel Neuer (443 Gegentreffer in 522 Einsätzen; wobei er 354× als Sieger vom Platz ging und 238× keinen Gegentreffer bekam; beides ebenfalls Rekord, für den FC Bayern und Schalke 04, 33. Spieltag 2024/25)[76][78]
- Anzahl Torhüter, die mindestens 500 Minuten in Folge keinen Gegentreffer kassierten: 30 (zuletzt neu in der Liste (beide seit 25. Spieltag 2024/25): Finn Dahmen (683, für den FC Augsburg) und Noah Atubolu (609, für den SC Freiburg) Stand: 27. Spieltag 2024/25)[79][80][81][82][83]
- Duell zweier Teams mit den meisten Treffern: 373 (bei 110 Begegnungen, Stand: 22. Spieltag 2024/25)[84][85][86][87][88]
  - zwischen Borussia Dortmund und dem VfB Stuttgart: 189:184 (Stand: 21. Spieltag 2024/25)
- häufigste Spielergebnisse (Stand: 34. Spieltag 2024/25):[89]
  - 1:1-Unentschieden: 2199×
  - 2:1-Heimerfolg: 1624× (zum Vergleich)
- Anzahl der bisherigen Spielpaarungen: 979 (Stand: 34. Spieltag 2024/25)[90][91][92][93][94][95][96][97][98][99][100][101][102][103]
- Spielpaarung mit den meisten Unentschieden: 35 (3×, Stand: 24. Spieltag 2024/25)[104][105]
  - Werder Bremen gegen Bayer Leverkusen (oder andersherum)
  - Werder Bremen gegen den Hamburger SV (oder andersherum)
  - Werder Bremen gegen den VfB Stuttgart (oder andersherum)
- Spielpaarung mit den meisten Heimspielen eines Teams in Folge mit einem 1:1-Endstand: Heimteam Karlsruher SC gegen den 1. FC Kaiserslautern (4×, 1976 bis 1982, Stand: 22. Spieltag 2024/25)[106]
- frühester Zeitpunkt eines Spiels, zu welchem bereits beide Mannschaften mindestens einen Treffer erzielten: nach 1:43 min (das zwischenzeitliche 1:1 zwischen dem FC Bayern und RB Leipzig, beim 5:1-Sieg des FC Bayern, am 15. Spieltag 2024/25)[107][108][109][110]
  - 1:0 nach 29 Sekunden (durch Jamal Musiala, für den FC Bayern)
  - 1:1 nach 103 Sekunden (durch Benjamin Šeško, für RB Leipzig)
- meiste eingesetzte Spieler in einer Saison: 511 (2021/22, Stand: Saisonende 2024/25)[8]
- bisher eingesetzte Spieler in der Fußball-Bundesliga: 6931 (Stand: 34. Spieltag 2024/25)[111]
- torreichstes Spiel: je 12 Tore (5×)[112]
  - 9:3 (Borussia Dortmund gegen 1. FC Kaiserslautern, 11. Spieltag 1963/64)[113]
  - 11:1 (FC Bayern gegen Borussia Dortmund, 16. Spieltag 1971/72)[114]
  - 8:4 (1. FC Köln gegen Tennis Borussia Berlin, 23. Spieltag 1976/77)[115]
  - 12:0 (Borussia Mönchengladbach gegen Borussia Dortmund, 34. Spieltag 1977/78)[116]
  - 11:1 (Borussia Dortmund gegen Arminia Bielefeld, 12. Spieltag 1982/83)[117]
- torreichstes Unentschieden: 5:5 (2×)[118]
  - FC Schalke 04 gegen FC Bayern München am 8. September 1973
  - Eintracht Frankfurt gegen VfB Stuttgart am 16. November 1974
- meiste Tore in einer Spielzeit: 1097 in 306 Spielen (1983/84, im Schnitt 3,58 Tore pro Spiel)[119]
- wenigste Tore in einer Spielzeit: 790 in 306 Spielen (1989/90, im Schnitt 2,5 Tore pro Spiel)[119]
- meiste Tore in einer Hinrunde: 569 in 153 Spielen (1983/84, im Schnitt 3,72 Tore pro Spiel)[120]
- meiste Auswärtstore in einer Hinrunde: 228 (2024/25, 45,2 % aller Tore der Hinrunde, Stand: 2024/25)[120]
- höchster Anteil an Auswärtstoren in einer Hinrunde: 47,6 % aller Tore der Hinrunde (2020/21, Stand: 2024/25)[120]
- Anzahl Spieler, die nach 17 Spieltagen genau je 2 Tore erzielt hatten: 54 Spieler (2021/22, Stand: 2024/25)[120][121]
- meiste Spieltage ohne 0:0 seit Saisonbeginn: 8 (2013/14, Stand: 2023/24)[122]
- meiste Tore nach diversen Spieltagen:
  - nach dem ersten Spieltag: 42 (1986/87)[14]
  - nach 3 Spieltagen: 109 (1984/85)[123]
  - nach 4 Spieltagen: 140 (1984/85)[122]
  - nach 9 Spieltagen: 320 (1984/85)[39][124]
  - nach 11 Spieltagen: 377 (1984/85)[125]
- wenigste Tore nach diversen Spieltagen:
  - nach dem ersten Spieltag: 15 (2017/18)[14]
- meiste Tore an diversen Spieltagen:[126]
  - am 1. Spieltag: 42 (1986/87)
  - am 2. Spieltag: 42 (1983/84)
  - am 3. Spieltag: 41 (1969/70)
  - am 4. Spieltag: 47 (1967/68)
  - am 5. Spieltag: 41 (1975/76)
  - am 6. Spieltag: 36 (1963/64, bei nur 8 Spielen)
  - am 9. Spieltag: 42 (2×)[124]
    - 1986/87
    - 2023/24

  - am 10. Spieltag: 38 (1963/64, bei nur 8 Spielen)
  - am 11. Spieltag: 46 (1973/74)
  - am 12. Spieltag: 42 (1971/72)
  - am 13. Spieltag: 40 (1984/85)
  - am 14. Spieltag: 44 (1981/82)
  - am 16. Spieltag: 44 (1967/68)
  - am 19. Spieltag: 44 (1983/84)
  - am 20. Spieltag: 42 (1974/75)
  - am 21. Spieltag: 42 (1983/84)
  - am 23. Spieltag: 36 (1963/64, bei nur 8 Spielen)
  - am 24. Spieltag: 41 (1982/83)
  - am 26. Spieltag: 43 (1975/76)
  - am 28. Spieltag: 38 (1963/64, bei nur 8 Spielen)
  - am 30. Spieltag: 44 (1970/71)
  - am 31. Spieltag: 41 (1973/74)
  - am 32. Spieltag: 53 (1983/84, bislang torreichster Spieltag mit 5,89 Tore pro Spiel).[127]
  - am 33. Spieltag: 43 (1981/82)
  - am 34. Spieltag: 46 (1981/82)
- erstmals erreichten bereits 2 Teams nach nur 17 Spieltagen mehr als 40 Punkte: zusammen 46 Punkte (2023/24)[128][129]
  - Bayer Leverkusen: 46 Punkte
  - FC Bayern: 41 Punkte
- erstmals trafen bereits 3 Teams nach nur 4 Spieltagen jeweils mehr als 12×: zusammen 40 Tore (2023/24, der Tabellenvierte, Dritte und Erste)[122]
  - VfB Stuttgart: 14 Tore (als Viertplatzierter)
  - RB Leipzig: 13 Tore (als Drittplatzierter)
  - Bayer Leverkusen: 13 Tore (als Tabellenführer)
- erstmals trafen bereits 3 Teams nach nur 7 Spieltagen jeweils mindestens 22×: zusammen 68 Tore (2023/24, die Erstplatzierten drei Mannschaften)[130]
  - FC Bayern: 23 Tore (als Tabellendritter)
  - VfB Stuttgart: 22 Tore (als Tabellenzweiter)
  - Bayer Leverkusen: 23 Tore (als Tabellenführer)
- Mit 11 Treffern waren folgende zwei Spieltage die bislang torärmsten (1,22 Tore pro Spiel).[131]
  - 26. Spieltag 1989/90
  - 20. Spieltag 1998/99
- meiste unterschiedliche Torschützen in einer Saison: 262 (1998/99)[132]
- meiste unterschiedliche Torschützen in einer Hinrunde: 194 (2018/19, Stand: 17. Spieltag 2024/25)[120]
- meiste Auswärtstore: 128 (Robert Lewandowski, für Borussia Dortmund und den FC Bayern)[133][134]
  - meiste Auswärtstore eines ausländischen Spielers: 128 (Robert Lewandowski, Pole, für Borussia Dortmund und den FC Bayern)[133]
  - meiste Auswärtstore eines deutschen Spielers: 117 (Klaus Fischer)[135]
- meiste Tore eines ausländischen Spielers: 312 (Robert Lewandowski, Pole, 77 für Borussia Dortmund und 235 für den FC Bayern)[75]
- Nation, aus der die meisten ausländischen Spieler eingesetzt wurden: Brasilien (173 Spieler, Stand: 10. Spieltag 2024/24)[136]
- meiste Einsätze eines ausländischen Spielers: 490 (Claudio Pizarro, Peruaner, 250 für Werder Bremen, 224 für Bayern München und 16 für den 1. FC Köln)[75]
- meiste Einsätze eines ausländischen Torhüters: Lukáš Hrádecký (323 Einsätze, Finne, 101 für Eintracht Frankfurt und 222 für Bayer Leverkusen, Stand: 34. Spieltag 2024/25)[105][137][138][139][140][141][8][142]
- meiste Kalenderjahre in Folge mit Torerfolg: 21 (Claudio Pizarro, 1999–2019)[143]
- meiste Jokertore in einer Saison: 151 (2022/23; allerdings sind seit der Covid-19-Pandemie im Frühjahr 2020 fünf Wechsel jeder Mannschaft möglich, zuvor drei)[144][145]
- 30 Elfmeter in Folge kassierte Alexander Schwolow. Er konnte somit weder parieren noch verfehlte der jeweilige Schütze das Tor (laufend, Stand: 34. Spieltag 2024/25).[146][147][148][149]
- Torhüter mit den meisten Treffern: Hans-Jörg Butt (26, alle per Elfmeter, von 31 Versuchen)[150]
- Torhüter mit den meisten Treffern aus dem Spiel heraus (3× je ein Tor)[151]:
  - Jens Lehmann (für den FC Schalke 04 bei Borussia Dortmund am 19. Dezember 1997)
  - Frank Rost (für Werder Bremen gegen den F.C. Hansa Rostock am 31. März 2002)
  - Marwin Hitz (für den FC Augsburg gegen Bayer Leverkusen am 21. Februar 2015)
- Torhüter mit den meisten Spielen in Folge, in denen er mindestens einen Gegentreffer kassierte: Finn Dahmen (36, davon 13 für Mainz 05 und 23 für den FC Augsburg, bis 23. Spieltag 2023/24, Serie riss beim 6:0-Auswärtssieg bei Darmstadt 98, am 24. Spieltag 2023/24, Stand: 24. Spieltag 2023/24)[78][152][153][154][155][156]
- Torhüter mit den meisten Spielen in Folge zu Beginn der Bundesligakarriere, in denen er mindestens einen Gegentreffer kassierte: Finn Dahmen (36, davon 13 für Mainz 05 und 23 für den FC Augsburg, Serie riss beim 6:0-Auswärtssieg bei Darmstadt 98, am 24. Spieltag 2023/24, Stand: 24. Spieltag 2023/24)[78][152][153][154][155][156]
- meiste verschossene Strafstöße in einem Spiel: 3 (1. FC Nürnberg gegen Eintracht Braunschweig, 2:1 am 22. Februar 2014) verschossen durch:[150]
  - Hiroshi Kiyotake (FCN)
  - Domi Kumbela (EB)
  - Ermin Bičakčić (EB)
- meiste Eigentore eines Spielers (je 6)[157]:
  - Manfred Kaltz (für den Hamburger SV)
    - auch meiste Eigentore für einen Verein

  - Nikolče Noveski (für Hansa Rostock und Mainz 05)
- meiste Eigentore eines Spielers in einem Spiel: (6 Spieler mit je 2 Eigentoren, Stand: 3. Spieltag 2024/25)[158]
  - Karim Haggui (als Spieler von Hannover 96, bei der 3:5-Niederlage gegen Borussia Mönchengladbach, am 12. Dezember 2009)
  - Nikolče Noveski (als Spieler von Mainz 05, beim 2:2-Unentschieden gegen Eintracht Frankfurt am 19. November 2005)
  - Dieter Bast (als Spieler vom VfL Bochum, bei der 2:3-Niederlage bei Borussia Mönchengladbach, am 2. Februar 1980)
  - Per Røntved (als Spieler von Werder Bremen bei der 0:2-Niederlage beim 1. FC Saarbrücken, am 28. August 1976)
  - Gerd Zimmermann (als Spieler von Fortuna Köln, bei der 0:4-Niederlage beim Hamburger SV, am 17. November 1973)
  - Dieter Pulter (als Spieler des 1. FC Kaiserslautern, bei der 1:3-Niederlage gegen den VfB Stuttgart)
- Torhüter, der die meisten Gegentreffer kassierte: Eike Immel (829, bei Borussia Dortmund und dem VfB Stuttgart, Stand: 31. Spieltag 2023/24)[159][160]
- Torhüter, der die meisten Gegentreffer von einem Verein kassierte: Oliver Baumann (73 Gegentreffer, gegen den FC Bayern kassiert, Stand: 17. Spieltag 2024/25)[161]
- Torhüter, der die meisten Eigentore kassierte: Oliver Baumann (22, Stand: 11. Spieltag 2024/25)[162][163][164][165]
- meiste Eigentore nach 16 Spieltagen: 15 (2023/24)[40]
- Torhüter, der den meisten Strafstößen gegenüberstand: Eike Immel (88, davon 11 pariert)[166]
- meiste Strafstöße gehalten: Rudi Kargus (23)[167]
- erster Strafstoß: Jürgen Neumann (beim 1:1 von Eintracht Frankfurt gegen 1. FC Kaiserslautern zum 0:1 verwandelt (38. Minute), 1. Spieltag 1963/64)[168][169]
- erster nicht verwandelter Strafstoß (4. Versuch): Alfons Stemmer (beim 3:3-Unentschieden von Borussia Dortmund gegen 1860 München (65. Minute), 2. Spieltag 1963/64)[166][170]
- meiste Strafstöße in einem Spiel: 5 (Borussia Mönchengladbach gegen Borussia Dortmund am 11. September 1965 (Endstand 4:5), zwei für den BVB, drei für BMG)[75][171]
  - Lothar Emmerich (0:1, 22. Minute)
  - Egon Milder (1:1, 43. Minute)
  - Günter Netzer (4:4, 70. Minute)
  - Lothar Emmerich (4:5, 73. Minute)
  - Egon Milder (verschossen, 78. Minute)
- meiste Strafstöße an einem Spieltag: 12 (10 von 12 wurden verwandelt, am 12. Spieltag 1971/72)[166]
  - auch meiste Strafstöße, die an einem Spieltag verwandelt worden sind: 10
- meiste Strafstöße verursacht: Jérôme Boateng (14)[172]
- meiste Strafstöße ohne Fehlschuss verwandelt: je 16 (2 Spieler, Stand: 30. Spieltag 2024/25)[173]
  - Max Kruse
  - Hans-Joachim Abel
- meiste Platzverweise in einer Saison: 94 (1994/95)[119]
- meiste Platzverweise an einem Spieltag: 8 (3. Spieltag 2013/14)[119]
- meiste Platzverweise für einen Spieler: 8 (2×)[174][175]
  - Jens Nowotny (3× Rot und 5× Gelb-Rot)
  - Luiz Gustavo (1× Rot und 7× Gelb-Rot)
- meiste Ampelkarten für einen Spieler: 7× Gelb-Rot (Luiz Gustavo)[175]
- meiste gelbe Karten für einen Spieler: 114 (Stefan Effenberg, in 370 Spielen)[75]
- Spieler, mit den meisten Spielzeiten, in denen er mindestens 10 Gelbe Karten erhielt: 2 Spieler (je 6 Spielzeiten, Stand: 31. Spieltag 2023/24)[38]
  - Dominik Kohr (laufend)
  - Bernd Hollerbach
- Spieler, mit den meisten Spielzeiten in Folge, in denen er mindestens 10 Gelbe Karten erhielt: Bernd Hollerbach (3 Spielzeiten; gemeinsam mit Dominik Kohr, für Mainz 05, laufend, Stand: 31. Spieltag 2023/24)[38]
- meiste Platzverweise in einem Spiel: 5 (beim 4:0 zwischen Borussia Dortmund (2) und Dynamo Dresden (3) 1993/94)[176][177]
- meiste glatt rote Karten in einer Halbzeit: 3 rote Karten (1. Halbzeit, beim 8:0 zwischen dem FC Bayern und Darmstadt 98, bis zur Halbzeit stand es 0:0, 9. Spieltag 2023/24) Die 2. Halbzeit erfolgte ohne Platzverweis.[178]
  - Joshua Kimmich (FCB, 4. Minute)
  - Klaus Gjasula (D98, 21. Minute)
  - Matej Maglica (D98, 41. Minute)
    - auch meiste Platzverweise in einer 1. Halbzeit[39]
- meiste gelbe Karten in nur einer Halbzeit: 9 (2. Halbzeit, beim 1:3 zwischen Darmstadt 98 und RB-Leipzig, am 8. Spieltag 2023/24; in der 1. Halbzeit gab es keine Karte)[179][180]
- wenigste Fouls in einer Saison: 6832 (2018/19)[132]
- meiste Zuschauer bei einem Spiel: 88.075 Zuschauer (1:0 im Olympiastadion Berlin, 26. September 1969 Hertha BSC gegen den 1. FC Köln)[181]
- erstmals in der Bundesligageschichte waren weniger Zuschauer an einem Spieltag in den Stadien der 1. Bundesliga als in der 2. Bundesliga: am 22. Spieltag 2023/24 (Differenz: 23.544 Zuschauer)[182]
  - 1. Bundesliga: 261.099 Zuschauer
  - 2. Bundesliga: 284.643 Zuschauer
- Feldspieler ohne Tor: Dennis Diekmeier erzielte in seinen 203 Bundesligaeinsätzen für den 1. FC Nürnberg (30) und den Hamburger SV (173) über neun Spielzeiten (2009/10 bis 2017/18) kein Tor.[183][184]
- Feldspieler mit den meisten Spielen, bis er sein erstes Tor erzielte: Dietmar Schwager, blieb 266 Spiele in Folge ohne Tor. Er traf in seinem 267. Einsatz, 1973.[185][186]
- Feldspieler, der die meisten Spiele in Folge ohne Tor blieb (längste Durststrecke seit dem letzten Torerfolg): 275 Spiele (Kevin Vogt, traf im Oktober 2014 für den 1. FC Köln und traf im 276. Einsatz danach wieder; er trat in seinem 341. Spiel erstmals zum Strafstoß an und erzielte das zwischenzeitliche 1:0 beim 2:1-Sieg gegen Gregor Kobel von Borussia Dortmund, am 6. Spieltag 2024/25, Stand: 6. Spieltag 2024/25)[187][188][189][190]
- Torhüter mit den meisten Einsätzen ohne Treffer: Oliver Kahn erzielte in seinen 557 Spielen kein Tor. Ein Treffer, den er mit der Hand im gegnerischen Strafraum erzielte, wurde regelkonform aberkannt.[191]
- Torhüter mit den meisten Spielen, bis er sein erstes Tor erzielte: Oliver Reck, blieb 456 Spiele in Folge ohne Tor. Er traf in seinem 457. Einsatz, 2002, per Strafstoß für Schalke 04 gegen Simon Henzler vom FC St. Pauli.[186][192]
- Spieler mit den meisten Niederlagen: Bernard Dietz (221, für Schalke 04 und den MSV Duisburg)[75]
- Spieler mit den meisten Abstiegen: (3 Spieler, je 5×)[193]
  - Stephan Paßlack (1× mit Borussia Mönchengladbach, 1× mit dem 1. FC Nürnberg, 3× mit dem KFC Uerdingen)
    - auch der Spieler, der mit den wenigsten unterschiedlichen Vereinen die meisten Abstiege mitverantwortete: Stephan Paßlack (5 Abstiege mit 3 Vereinen, 1× mit Borussia Mönchengladbach, 1× mit dem 1. FC Nürnberg, 3× mit dem KFC Uerdingen)

  - Andreas Keim (1× mit dem Karlsruher SC, 1× mit Fortuna Düsseldorf, 2× mit den Stuttgarter Kickers, 1× mit dem FC Homburg)
  - Jürgen Rynio (1× mit Borussia Dortmund, 1× mit dem Karlsruher SC, 1× mit dem 1. FC Nürnberg, 1× dem FC St. Pauli und 1× mit Hannover 96)
    - auch der Spieler, der mit den meisten unterschiedlichen Vereinen abstieg: Jürgen Rynio (5 Abstiege mit 5 Vereinen, mit Borussia Dortmund, mit dem Karlsruher SC, mit dem 1. FC Nürnberg, dem FC St. Pauli und mit Hannover 96)
- häufigste Begegnung: FC Bayern München gegen Werder Bremen und andersherum: 116 (Stand: 4. Spieltag 2024/25)[194][195][196][197]
- meiste Jokertore: Nils Petersen (34, bei 147 Einwechselungen, Stand: Saisonende 2023/24)[198][199]
- effizientester Joker: Robert Lewandowski (16 Tore bei nur 36 Einwechselungen)[200]
  - auch effizientester Joker in nur einem Spiel (5 Tore in nur 8:59 Minuten)
- tschechischer Rekordtorschütze: Patrik Schick (74 Tore, 64 für Bayer Leverkusen und 10 für den RB Leipzig, Stand: 34. Spieltag 2024/25)[36][201][202]
- italienischer Rekordtorschütze: Vincenzo Grifo (66, Stand: 34. Spieltag 2024/25)[8][203][204]
- polnischer Rekordspieler: Robert Lewandowski (384 Einsätze; 131 für Borussia Dortmund und 253 für den FC Bayern)[205]
- ausländischer Rekordtorschütze: Robert Lewandowski (312 Tore, 77 für Borussia Dortmund und 235 für den FC Bayern)[75]
  - polnischer Rekordtorschütze: Robert Lewandowski (312 Tore, 77 für Borussia Dortmund und 235 für den FC Bayern)[75]
- südamerikanischer Rekordtorschütze: Claudio Pizarro (197 Tore, Stand: Saisonende 2023/24)[75]
  - peruanischer Rekordtorschütze: Claudio Pizarro (197 Tore, Stand: Saisonende 2024/25)[75]
- asiatischer Rekordspieler: Makoto Hasebe (384 Einsätze; 135 für den VfL Wolfsburg, 14 für den 1. FC Nürnberg und 235 für Eintracht Frankfurt (hier: Rekordausländer), Stand: Saisonende 2024/25)[206]
  - japanischer Rekordspieler: Makoto Hasebe (384 Einsätze; 135 für den VfL Wolfsburg, 14 für den 1. FC Nürnberg und 235 für Eintracht Frankfurt (hier: Rekordausländer), Stand: Saisonende 2024/25)[207][208][209][152]
- brasilianischer Rekordspieler: Naldo (358 Einsätze; für Werder Bremen, den VfL Wolfsburg und Schalke 04, Stand: Saisonende 2024/25)[205]
- brasilianischer Rekordtorschütze: Giovane Élber (133 Tore, Stand: Saisonende 2024/25)[75]
- georgischer Rekordspieler: Lewan Kobiaschwili (351 Einsätze; für den SC Freiburg, Hertha BSC und Schalke 04, Stand: Saisonende 2024/25)[205]
- türkischer Rekordspieler: Halil Altintop (351 Einsätze, 91 für den 1. FC Kaiserslautern, 96 für Schalke 04, 49 für Eintracht Frankfurt und 115 für den FC Augsburg, Stand:Saisonende 2024/25)[210]
- dänischer Rekordspieler: Ole Bjørnmose (323 Einsätze; 186 für den Hamburger SV, 137 für Werder Bremen)[208]
- finnischer Rekordspieler: Lukáš Hrádecký (321 Einsätze, 101 für Eintracht Frankfurt und 220 für Bayer Leverkusen, Stand: 31. Spieltag 2024/25)[137][138][139][211][212]
- französischer Rekordspieler: Jonathan Schmid (299 Einsätze; 198 für den SC Freiburg, 78 für den FC Augsburg und 23 für die TSG Hoffenheim, Stand: Saisonende 2022/23)[213][214]
- österreichischer Rekordspieler: David Alaba (298 Einsätze; 17 für die TSG Hoffenheim und 281 für den FC Bayern)[208]
- Schweizer Rekordspieler: Yann Sommer (291 Einsätze, 19 Einsätze für den FC Bayern und 272 Einsätze für Borussia Mönchengladbach)[208]
- belgischer Rekordspieler: Koen Casteels (283 Einsätze; 238 für den VfL Wolfsburg, 39 für die TSG Hoffenheim und 6 für Werder Bremen, Stand: 9. Spieltag 2024/25)[215][216]
- italienischer Rekordspieler: Vincenzo Grifo (273 Einsätze, Stand: 34. Spieltag 2024/25)[208]
- meiste Spiele im Duell zweier Teams, ohne dass es ein 0:0 gab: 79 (Bayer Leverkusen gegen Eintracht Frankfurt, Stand: 6. Spieltag 2024/25)[217][218]
- meiste Zuschauer im Duell zweier Teams: 6.210.778 (zwischen dem FC Bayern und dem VfB Stuttgart, bei 112 Spielen, Stand: 24. Spieltag 2024/25)[219][220][221]
- meiste Strafstöße im Duell zweier Teams: 41 (FC Bayern gegen Werder Bremen und andersrum, Stand: 21. Spieltag 2024/25)[87]
  - 22 für den FC Bayern
  - 19 für Werder Bremen
- meiste Spielzeiten in Folge mit Torerfolg: 16 (7×, Stand: 34. Spieltag 2024/25)[222][223]
  - Olaf Thon (82 Tore)[224]
  - Michael Zorc (131 Tore)[225]
  - Holger Fach (67 Tore)[226]
  - Bernd Nickel (141 Tore)[227]
  - Willi Neuberger (63 Tore)[228]
  - Mats Hummels (32 Tore, 2008/09–2023/24)[229]
  - Thomas Müller (150 Tore, laufend, 2009/10–2024/25)[230][39][231][232]
- für die meisten unterschiedlichen Vereine im Einsatz: je 7 (2 Spieler)[233][222]
  - Michael Spies
    - VfB Stuttgart (1985 bis 1987)
    - Karlsruher SC (1987 bis 1989)
    - Borussia Mönchengladbach (1989 bis 1991)
    - Hansa Rostock (1991 bis 1992)
    - Hamburger SV (1992 bis 1994)
    - Dynamo Dresden (1994 bis 1995)
    - VfL Wolfsburg (1995 bis 1998)

  - Sebastian Polter[234]
    - VfL Wolfsburg
    - 1. FC Nürnberg
    - Mainz 05
    - Union Berlin
    - VfL Bochum
    - Schalke 04
    - Darmstadt 98
      - für die meisten unterschiedlichen Vereine mit Torerfolg: Michael Spies (alle 7 für die er eingesetzt wurde)
- meiste Vereine als Spieler und Cheftrainer: Bruno Labbadia (10 Vereine, wobei derselbe Verein jeweils nur einmal gezählt wird, Stand: 1. Spieltag 2024/25)[235][236]
  - als Spieler
    - Hamburger SV
    - 1. FC Kaiserslautern
    - FC Bayern
    - 1. FC Köln
    - Werder Bremen
    - Arminia Bielefeld

  - als Cheftrainer
    - Bayer Leverkusen
    - Hamburger SV
    - VfB Stuttgart
    - VfL Wolfsburg
    - Hertha BSC
- Spieler mit den meisten Einwechselungen: Claudio Pizarro (169, Stand: 14. Spieltag 2023/24)[237]
- längste Zeit zwischen zwei aufeinanderfolgenden Einsätzen eines Spielers: 16 Jahre und 245 Tage bzw. 3010 Tage (Wolfgang Böhni)[238]
  - 1. Einsatz: beim 1:0-Sieg am 21. Dezember 1966 für den Karlsruher SC beim Meidericher SV (heute MSV Duisburg)
  - 2. Einsatz: beim 0:0-Unentschieden am 23. August 1983 für Waldhof Mannheim beim VfB Stuttgart
- meiste Torvorlagen durch Torhüter in einem Spiel: 2 (beim 1:3 zwischen der TSG Hoffenheim und Eintracht Frankfurt am 8. Spieltag 2023/24, seit der Datenerfassung 1998/99)[179]
  - durch Oliver Baumann (für die TSG)
  - durch Jens Grahl (für die Eintracht)
- erstmals nach nur 8 Spieltagen haben bereits 4 Mannschaften mindestens 20 Punkte erspielt: zusammen 83 Punkte (2023/24)[239][240]
  - Bayer Leverkusen: 22 Punkte (Platz: 1)
  - VfB Stuttgart: 21 Punkte (Platz: 2)
  - FC Bayern: 20 Punkte (als bester Tabellendritter der Bundesligageschichte)[239]
  - Borussia Dortmund: 20 Punkte (als bester Tabellenvierter der Bundesligageschichte)[241]
- erstmals nach nur 20 Spieltagen haben bereits 2 Mannschaften mindestens 50 Punkte erspielt: zusammen 102 Punkte (2023/24)[222]
  - Bayer Leverkusen: 52 Punkte (Platz: 1)
  - FC Bayern: 50 Punkte (Platz: 2)
- seit Einführung der 3-Punkte-Regel (1995/96) hat erstmals keine Mannschaft im unteren Tabellendrittel (6 Teams) mehr als 7 Punkte nach 9 Spieltagen (2023/24, Stand: 2023/24).[242][243]
  - 13. FC Heidenheim: 7 Punkte
  - 14. Darmstadt 98: 7 Punkte
  - 15. 1. FC Union Berlin: 6 Punkte
  - 16. VfL Bochum: 5 Punkte
  - 17. 1. FC Köln: 4 Punkte
  - 18. Mainz 05: 3 Punkte
- wenigste Punkte der beiden schlechtesten Teams nach 13 Spieltagen einer Saison: gemeinsam 7 Punkte (2024/25, Stand: 13. Spieltag 2024/25)[244]
  - 17. der Tabelle: Holstein Kiel (5 Punkte)
  - 18. und Letzter der Tabelle: VfL Bochum (2 Punkte)
- wenigste Punkte der beiden schlechtesten Teams nach 14 Spieltagen einer Saison: gemeinsam 8 Punkte (2024/25, Stand: 14. Spieltag 2024/25)[244]
  - 17. der Tabelle: Holstein Kiel (5 Punkte)
  - 18. und Letzter der Tabelle: VfL Bochum (3 Punkte)
- meiste Tore zweier Spieler nachdem der eine Verein 13 und der andere Verein 14 Spieltage absolvierte: 34 (Harry Kane (18, FC Bayern, nach 13 Einsätzen) und Serhou Guirassy (16, VfB Stuttgart, nach 12 Einsätzen), 2023/24)[220]
- meiste Tore zweier Spieler nach 14 Spieltagen: 34 (Harry Kane (18, FC Bayern, nach 14 Einsätzen) und Serhou Guirassy (16, VfB Stuttgart, nach 12 Einsätzen), 2023/24)[220]
- Spieler, der am häufigsten das erste Tor eines Spiels erzielte: 2 Spieler (je 86×)[245][246]
  - Gerd Müller
  - Klaus Fischer
- Spieler mit den meisten Auswechslungen, vor der bzw. zur Halbzeitpause: Sven Bender (30 Auswechslungen, Stand: 16. Spieltag 2023/24)[247]
- Spieler, der gegen die meisten unterschiedlichen Vereine mindestens einen Treffer erzielte: Klaus Fischer (gegen 32 Vereine, Stand: 23. Spieltag 2023/24)[248]
- meiste Spiele im Duell zweier Vereine in Folge ohne Heimsieg: 19 (zwischen dem VfB Stuttgart und dem 1. FC Köln, 2001 bis 2016 Stand: 24. Spieltag 2023/24)[249]
- meiste Spiele im Duell zweier Vereine in Folge 0:0-Endstand: 80 (Bayer Leverkusen gegen Eintracht Frankfurt, oder andersrum, laufend, noch kein 0:0-Endstand, Stand: 26. Spieltag 2024/25)[250][251]
- meiste Spiele im Duell zweier Vereine in Folge ohne Unentschieden: 27 (1. FC Kaiserslautern gegen den VfB Stuttgart von 1967 bis 1982, Stand: 30. Spieltag 2023/24)[252]
- meiste Spiele mit mindestens 7 Toren innerhalb einer Saison: 3 (mehrere Vereine, Stand: Saisonende 2023/24)[253]
  - unter anderem:
    - FC Bayern (2023/24, Stand: Saisonende 2023/24)
      - 7:0 (gegen den VfL Bochum, 5. Spieltag)[254]
      - 8:0 (gegen Darmstadt 98, 9. Spieltag)[255]
      - 8:1 (gegen Mainz 05, 25. Spieltag)[256]
- meiste unterschiedliche Torschützen an den ersten 16 Spieltagen einer Saison: 185 (erzielten 480 Tore, 2023/24, Stand: Saisonende 2023/24)[27]
- meiste Tore in einer 1. Halbzeit: 8 (alle Tore, beim 4:4-Unentschieden von Union Berlin gegen den VfB Stuttgart, am 30. Spieltag 2024/25, Stand: 34. Spieltag 2024/25)[36][257]
  - 7 verschiedene Torschützen
    - 1:0 (Andrej Ilić, 5. Minute, Union)
    - 2:0 (Diogo Leite, 19. Minute, Union)
    - 2:1 (Deniz Undav, 23. Minute, VfB)
    - 2:2 (Enzo Millot, 29. Minute, VfB)
    - 3:2 (Leopold Querfeld, 38. Minute, Union)
    - 3:3 (Jeff Chabot, 43. Minute, VfB)
    - 3:4 (Chris Führich, 45. + 1 Minute, VfB)
    - 4:4 (Andrej Ilić, 45. + 6 Minute, Union)
- Spieler, der die meisten Spiele gegen den Rekordmeister (FC Bayern) absolvierte, ohne je gewonnen zu haben: 2 Spieler (je 18 Einsätze, Stand: Saisonende 2023/24)[258]
  - Fredi Bobic (als Feldspieler)
  - Koen Casteels (als Torhüter, 2 Unentschieden und 16 Niederlagen, laufend)
- Spieler, der die meisten Niederlagen gegen einen anderen Gegner kassierte: Koo Ja-cheol (13 Niederlagen aus 13 Spielen jeweils gegen den FC Bayern, jeweils laufend (mit dem VfL Wolfsburg, dem FC Augsburg und Mainz 05); gemeinsam mit Miloš Veljković (immer mit Werder Bremen), Stand: 31. Spieltag 2024/25)[259]
- höchste Stadionkapazität der Liga (Durchschnitt pro Stadion): 54.199 (1965/66)[260]
- geringste Stadionkapazität der Liga (Durchschnitt pro Stadion): 39.622 (2024/25)[260]
- Spieler, der gegen die meisten unterschiedlichen Gegner antrat: 2 Spieler (38, Stand: 34. Spieltag 2024/25)[261]
  - Claudio Pizarro (Feldspieler)
  - Manuel Neuer (Torhüter)
- Spieler, der gegen die meisten unterschiedlichen Gegner antrat und auch mindestens einmal gegen jeden dieser Gegner gewann: Manuel Neuer (38 Gegner, Torhüter, Stand: 34. Spieltag 2024/25)[261]
- Feldspieler, der gegen die meisten unterschiedlichen Gegner antrat und auch mindestens einmal gegen jeden dieser Gegner gewann: 2 Spieler (je 36 Gegner, Stand: 34. Spieltag 2024/25)[261]
  - Lothar Matthäus
  - Thomas Berthold
- Spieler, der gegen die meisten unterschiedlichen Gegner antrat, ohne dabei gegen einen dieser Gegner torlos zu bleiben: Miroslav Klose (traf gegen jeden seiner 28 Gegner, Stand: 34. Spieltag 2024/25)[262][261]
- Erstmals in der Saison 2024/25 blieben alle Aufsteiger an den ersten 3 Spieltagen punktlos (2 Teams: Holstein Kiel und St. Pauli).[263]
- jüngster Spieler mit 100 Siegen: Mario Götze (23 Jahre und 80 Tage, im 144. Einsatz, am 22. August 2015, Stand: 34. Spieltag 2024/25)[93][264]
- meiste Auswärtstore nach 6 Spieltagen: 98 (2024/25, bei nur 90 Heimtoren, Stand: 6. Spieltag 2024/25)[265]
- meiste Vereine aus Baden-Württemberg in einer Saison: je 4 (2×)[266]
  - 1988/89
    - VfB Stuttgart
    - Karlsruher SC
    - Waldhof Mannheim
    - Stuttgarter Kickers

  - 2024/25
    - VfB Stuttgart (damals ebenfalls dabei)
    - SC Freiburg
    - TSG Hoffenheim
    - 1. FC Heidenheim
- Erstmals kassierten mehrere Teams weniger als 2 Niederlagen an den ersten 21 Spieltagen einer Saison: 2 Teams (je eine Niederlage, 2024/25).[267]
  - FC Bayern (Tabellenführer)
  - Bayer Leverkusen (Tabellenzweiter)
- meiste Einsätze im deutschen „Klassiker“ (Duell zwischen dem FC Bayern und Borussia Dortmund und andersrum): Mats Hummels (29 Einsätze, für beide Teams; gemeinsam mit Thomas Müller, für den FC Bayern, Stand: 34. Spieltag 2024/25)[268]
- Metropolregion, mit den meisten Bundesligisten: Ruhrgebiet (7 Bundesligisten, Stand: Saisonbeginn 2025/26)[269]
  - Borussia Dortmund (59 abgeschlossene Spielzeiten)
  - Schalke 04 (54 abgeschlossene Spielzeiten)
  - VfL Bochum (38 abgeschlossene Spielzeiten)
  - MSV Duisburg (28 abgeschlossene Spielzeiten)
  - Rot-Weiß Essen (7 abgeschlossene Spielzeiten)
  - Rot-Weiß Oberhausen (4 abgeschlossene Spielzeiten)
  - SG Wattenscheid (4 abgeschlossene Spielzeiten)
- Metropolregion mit den meisten Bundesligisten, die in einer Saison gemeinsam antraten: Ruhrgebiet (5 Bundesligisten, 5 Spielzeiten; teils in unterschiedlicher Konstellation, Stand: Saisonbeginn 2025/26)[269]
- Metropolregion, deren Bundeslisten die meisten Treffer erzielten: Ruhrgebiet (10.000 Tore, durch 7 Bundesligisten, Stand: Saisonende 2024/25)[36]
- Metropolregion, die in den meisten Spielzeiten mindestens 2 Bundesligisten stellte: Ruhrgebiet (die ersten 62 Spielzeiten, immer mindestens 2 bis maximal 5 Bundesligisten, 1963/64 bis 2024/25, Stand: Saisonbeginn 2025/26)[269]
  - Metropolregion, die erstmals, seit Bundesligastart 1963/64 nur einen Bundesligisten stellt Ruhrgebiet (Borussia Dortmund ist in der Saison 2025/26 erstmals einziger Vertreter aus dem Ruhrgebiet.)[269]

## Trainerspezifische Rekorde

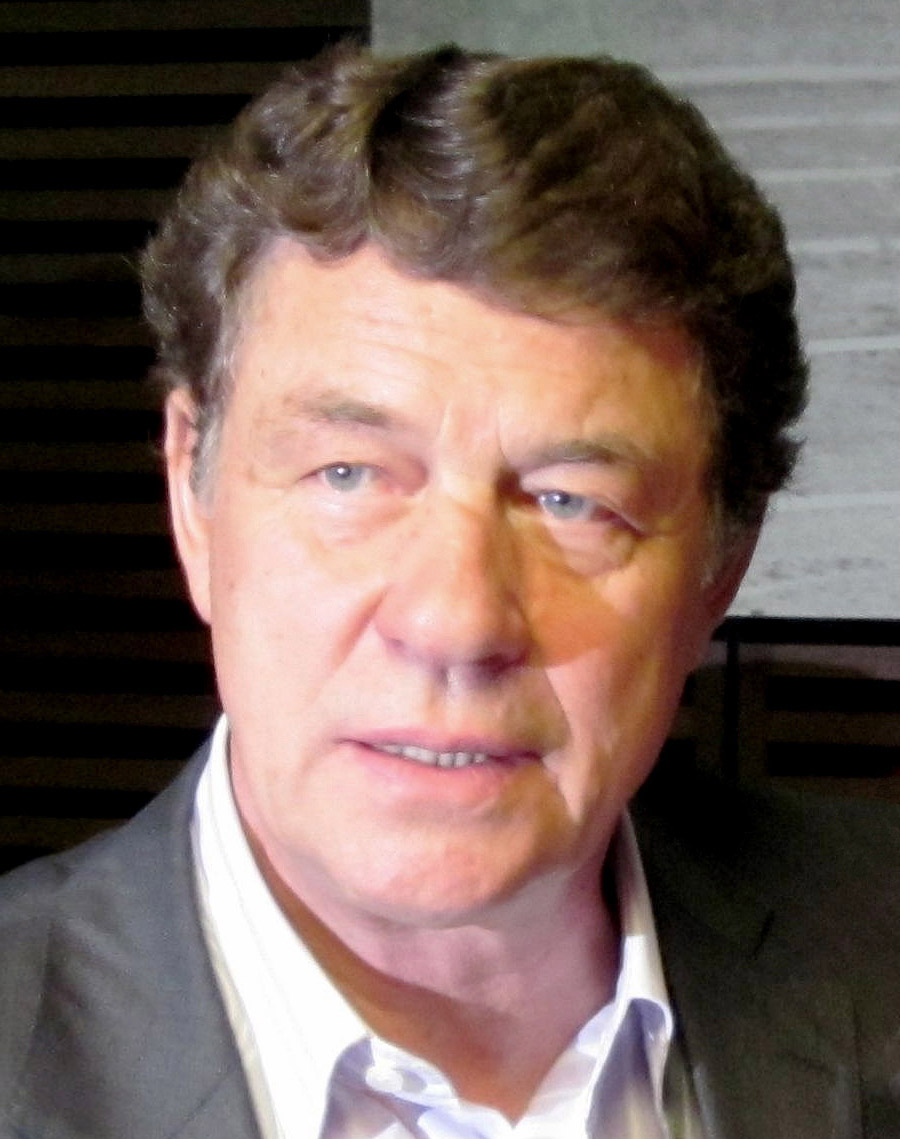
Rekordtrainer: Otto Rehhagel (meiste Spiele: 832; meiste Siege: 390; meiste Vereine: 8, geteilt)

- Anzahl der Cheftrainer: 472 (Stand: 17. August 2025)
- erster Meistertrainer mit mehr als einem Titel: Max Merkel (1965/66 mit dem TSV 1860 München und 1967/68 mit dem 1. FC Nürnberg)
  - damit auch erster Meistertrainer mit verschiedenen Vereinen: Max Merkel (1965/66 mit dem TSV 1860 München und 1967/68 mit dem 1. FC Nürnberg)
- meiste Meisterschaften als Trainer: 8 (Udo Lattek, 6× mit dem FC Bayern, 2× mit Borussia Mönchengladbach)[75]
- erster Meistertrainer, der zuvor als Spieler Meister wurde: Helmut Benthaus (1963/64 mit dem 1. FC Köln als Spieler und 1983/84 mit dem VfB Stuttgart als Trainer)[270]
- Land deren ausländische Trainer die meisten Meisterschaften errangen: 2 Nationen (je 4 Titel, Stand: 2023/34)[4]
  - Österreich
    - Max Merkel (2 Titel)
    - Ernst Happel (2 Titel)
- meiste Spiele als Trainer: 832 (Otto Rehhagel)[75]
- meiste Vereine als Trainer: 8 (3×)[271]
  - Jörg Berger (als erster 8 Vereine)
    - Fortuna Düsseldorf
    - Hannover 96
    - Eintracht Frankfurt
    - 1. FC Köln
    - Schalke 04
    - Karlsruher SC
    - Hansa Rostock
    - Arminia Bielefeld

  - Felix Magath
    - Hamburger SV
    - 1. FC Nürnberg
    - Werder Bremen
    - Eintracht Frankfurt
    - VfB Stuttgart
    - FC Bayern
    - Schalke 04
    - VfL Wolfsburg

  - Otto Rehhagel
    - Kickers Offenbach
    - Werder Bremen
    - Borussia Dortmund
    - Arminia Bielefeld
    - Fortuna Düsseldorf
    - FC Bayern
    - 1. FC Kaiserslautern
    - Hertha BSC
- meiste Spiele als Spieler und Trainer: 1038 (Jupp Heynckes, 369als Spieler, 669 als Trainer)[75]
- meiste Siege als Trainer: 390 (Otto Rehhagel)[75]
- meiste Siege als Trainer und Spieler: 518 (Jupp Heynckes, 174 als Spieler, 344 als Trainer)[75]
- meiste Aufstiege als Trainer: 6 (Friedhelm Funkel, 2× mit KFC Uerdingen (1992 und 1994), je einmal mit MSV Duisburg (1996), 1. FC Köln (2003), Eintracht Frankfurt (2005) und Fortuna Düsseldorf (2018))[75]
- Pellegrino Matarazzo ist der erste Trainer der Bundesliga-Geschichte, der zwei Mal in einer Saison auswärts beim FC Bayern punktete (2:2 mit dem VfB Stuttgart am 6. Spieltag und 1:1 mit der TSG Hoffenheim am 28. Spieltag 2022/23).[272]
- erster Trainer, der einen Platzverweis (gelb-rot) kassierte: Sandro Schwarz (für Mainz 05 gegen den VfL Wolfsburg (0:1), am 28. September 2019; seit der Saison 2019/20 möglich)[273][274]
- Trainer mit der kürzesten Amtszeit: Karsten Heine (20. Oktober bis zum 23. Oktober 1993, für Hertha BSC, für ein Spiel)[275]
- Trainer, der die frühesten 3 Spielerwechsel in einem Spiel veranlasste: Marcel Rapp (nach 35 Minuten, 3-fach-Wechsel, für Holstein Kiel, bei der 0:3-Niederlage gegen Werder Bremen am 27. Spieltag 2024/25, Stand: 27. Spieltag 2024/25)[276]
  - Shūto Machino kam für Phil Harres
  - Timo Becker kam für Lasse Rosenboom
  - Lewis Holtby kam für Marko Ivezić
- meiste Trainerwechsel in einer Saison: 23 (2020/21)[277]
- wenigste Trainerwechsel in einer Saison: 5 (2×)[277]
  - 1963/64
  - 1972/73
- am schnellsten 100 Siege als Trainer erreicht: Udo Lattek (nach 155 Spielen, für den FC Bayern und Borussia Mönchengladbach, Stand: 14. Spieltag 2024/25)[278]
- meiste Auswärtsspiele in Folge ohne Niederlage bei mehr als einem Verein (2 Vereine): 27 (Udo Lattek, beim FC Bayern und bei Schalke 04, 1985 bis 1992, Stand: 23. Spieltag 2024/25)[279][280][281]
- meiste Platzverweise als Cheftrainer: Marco Rose (2, seit Einführung der Karten für Trainer 2019, Stand: 2. Spieltag 2024/25)[282]
  - bei Borussia Dortmund (2021/22)
  - bei RB Leipzig (2024/25)
- meiste Gelbe Karten als Cheftrainer: Bo Svensson (15, Stand: 13. Spieltag 2024/25)[283]
- siehe auch unter sonstige Rekorde

## Schiedsrichterspezifische Rekorde

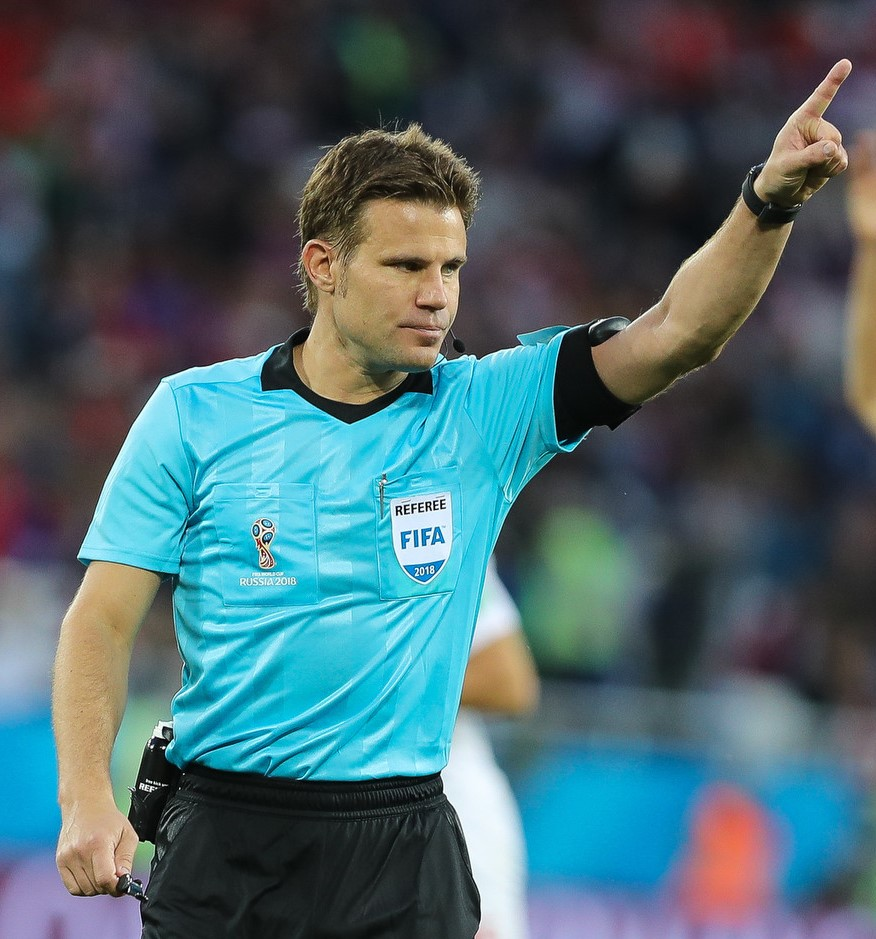
Rekordschiedsrichter: Felix Brych (359 Einsätze)

- Anzahl unterschiedlicher eingesetzter Schiedsrichter: 308 (Stand: 34. Spieltag 2024/25)[284]
- Rekordschiedsrichter: Felix Brych (359 Einsätze, Stand: 34. Spieltag 2024/25[285][286][287]; Er wurde zur zweiten Halbzeit seines Rekordspiels, des 344. Einsatzes, verletzungsbedingt (Kreuzbandriss[288]) durch den 4. Offiziellen Patrick Schwengers ersetzt (beim 1:2 (1:2) zwischen Eintracht Frankfurt und dem VfB Stuttgart am 12. Spieltag 2023/24).)[289] Patrick Schwengers gab beim Rekordspiel sein Bundesligadebüt.[290][291]
- in den meisten Spielzeiten im Einsatz: 2 Schiedsrichter (je 21 Spielzeiten, Stand: Saisonende 2024/25)[292]
  - Felix Brych (2004/05 bis 2024/25)
  - Wolfgang Stark (1996/97 bis 2016/17)
- Schiedsrichter, der die erste Gelbe Karte vergab: Horst Bonacker (an Johannes Linßen, MSV Duisburg, am 22. Januar 1971, gegen Rot-Weiß Oberhausen; jedoch durch eine Verwechslung mit dem eigentlichen Sünder Đorđe Pavlić zu Unrecht durch Schiedsrichter verwarnt)[293][294]
- am häufigsten die gelbe Karte vergeben: Wolfgang Stark (1305×, Stand: Saisonende 2023/24)[291]
- am häufigsten die gelb-rote Karte vergeben: Herbert Fandel (46×, Stand: Saisonende 2023/24)[291]
- am häufigsten die rote Karte vergeben: Markus Merk (45×, Stand: Saisonende 2023/24)[291]
- meiste Strafstöße verhängt: Markus Merk (104, Stand: Saisonende 2023/24)[291]
- durchschnittlich die meisten gelben Karten vergeben: Hartmut Strampe (4,29× pro Spiel, 170 Spiele und 729 Karten (Schiedsrichter mit mind. 125 Einsätzen))[291]
- durchschnittlich die meisten Gelb-roten Karten vergeben: Herbert Fandel (0,19× pro Spiel, 247 Spiele und 46 Ampelkarten (Schiedsrichter mit mind. 125 Einsätzen))[291]
- durchschnittlich die meisten roten Karten vergeben: Hartmut Strampe (0,14× pro Spiel, 170 Spiele und 23 Karten (Schiedsrichter mit mind. 125 Einsätzen))[291]
- Schiedsrichter, der als erster ein Bundesligaspiel Anpfiff: Alfred Ott (Leitete am 24. August 1963 den 3:2-Erfolg von Werder Bremen über Borussia Dortmund und pfiff das Spiel 2 Minuten vor dem geplanten Beginn um 16:58 Uhr an.)[295]
- erste Schiedsrichterin der Bundesliga: Bibiana Steinhaus (am 10. September 2017 beim 1:1 zwischen Hertha BSC und Werder Bremen)[296][297]
- erste Auszeichnung als Schiedsrichter des Jahres: Heinz Aldinger (1975)[298]
- meiste Auszeichnungen als Schiedsrichter des Jahres: 2 Schiedsrichter (je 7 Auszeichnungen, Stand: 2025)[299]
  - Markus Merk
  - Felix Brych
- meiste Auszeichnungen als Schiedsrichterin des Jahres (nur während der Bundesligazeit): Bibiana Steinhaus (1×, Stand: 2023)
- früheste Gelbe Karte Vergeben: 2 Schiedsrichter (je 8 Sekunden nach Anpfiff, Stand: 10. Spieltag 2024/25)
  - Martin Petersen (gegen Pavel Kadeřábek von der TSG Hoffenheim, wegen eines Ellenbogenschlags gegen Dimitris Giannoulis, beim 0:0-Unentschieden gegen den FC Augsburg, am 10. Spieltag 2024/25)[300]
  - Patrick Ittrich (gegen Florian Niederlechner, wegen eines Ellenbogenschlags gegen Stefan Bell, von Mainz 05, im November 2016)[301]
- meiste Platzverweise eines Schiedsrichters gegen denselben Spieler verhängt: 4 (Lutz Wagner gegen Diego Klimowicz)[302][303]
- meiste gelbe Karten in nur einer Halbzeit vergeben: Harm Osmers (9, in der 2. Halbzeit, beim 1:3 zwischen Darmstadt 98 und RB-Leipzig, am 8. Spieltag 2023/24; in der 1. Halbzeit gab es keine Karte)[179][180]
  - Fabian Holland (47. Minute, D98)
  - Christoph Klarer (49. Minute, D98)
  - Fabian Nürnberger (60. Minute, D98)
  - David Raum (63. Minute, RBL)
  - Tim Skarke (67. Minute, D98)
  - Matej Maglica (68. Minute, D98)
  - Loïs Openda (68. Minute, RBL)
  - Jannik Müller (71. Minute, D98)
  - Kevin Kampl (79. Minute, RBL)
- meiste glatt rote Karten in einer Halbzeit vergeben: Martin Petersen (3 rote Karten, 1. Halbzeit, beim 8:0 zwischen dem FC Bayern und Darmstadt 98, bis zur Halbzeit stand es 0:0, 9. Spieltag 2023/24) Die 2. Halbzeit erfolgte ohne Platzverweis.[178]
  - Joshua Kimmich (FCB, 4. Minute)
  - Klaus Gjasula (D98, 21. Minute)
  - Matej Maglica (D98, 41. Minute)
    - auch meiste Platzverweise in einer 1. Halbzeit[39]
- wenigste geahndete Foulspiele an den ersten 6 Spieltagen (54 Partien): 1165 (21,57 Fouls pro Spiel, 2024/25, Stand: 6. Spieltag 2024/25)[265]
- ältester Schiedsrichter: Felix Brych (49 Jahre, 9 Monate und 14 Tage (18.185 Tage), am 34. Spieltag 2024/25, Stand: 34. Spieltag 2024/25)[304][305]
- siehe auch unter sonstige Rekorde

## Sonstige Rekorde
- Der FC Bayern ist der Bundesligist mit den meisten internationalen Titeln: 13 (Stand: 17. Juli 2025)[306]
  - UEFA Champions League: 6×
    - 1974
    - 1975
    - 1976
    - 2001
    - 2013
    - 2020

  - FIFA Klub-Weltmeister: 2×
    - 2013
    - 2020

  - Europäischer Supercup: 2×
    - 2013
    - 2020

  - Europapokal der Pokalsieger: 1×
    - 1967

  - FIFA Weltpokal: 2×
    - 1976
    - 2001

  - UEFA Cup: 1×
    - 1996
- Bayer Leverkusen ist der Bundesligist mit den meisten Pflichtspielen in Folge ohne Niederlage: 51, wovon 42 gewonnen wurden und 9 Unentschieden endeten (2023/24, davon alle 34 Bundesligaspiele, wovon 28 gewonnen wurden und 6 unentschieden endeten; Stand: 22. Mai 2024). Damit ist Bayer Leverkusen die erste Mannschaft, die eine komplette Bundesligasaison ungeschlagen blieb.[307][308][207][309][139][310][311][312][4][313][314][315][316][317][318][319][320]
  - Die zwischenzeitliche Marke von 44 Spielen sind zudem Rekord in den europäischen „Top-5-Ligen“ (Bundesliga, Premier League, Primera División, Ligue 1, Serie A).
  - Die zwischenzeitliche Marke von 49 Spielen sind zudem Rekord in den europäischen Ligen, seit Einführung von UEFA-Wettbewerben in der Saison 1955/56 (vor Benfica Lissabon aus der portugiesischen Primeira Liga, zwischen Dezember 1963 und Februar 1965, die 48 Spiele in Folge unbesiegt und blieben).[309][4]
  - Die Serie riss im 52. Saisonpflichtspiel bei der 0:3-Niederlage im Finale der UEFA Europa League 2023/24 gegen den italienischen Vertreter Atalanta Bergamo.[307][321] Die erste Niederlage kassierte Bayer Leverkusen vor dem Finale im DFB-Pokal 2023/24 (wurden auch Pokalsieger[322]) im vorletzten von 53 Pflichtspielen der Saison.[323] Zum ersten Mal gewann eine Mannschaft die Europa League, die bislang noch keine nationale Meisterschaft gewann.[307] Es ist auch der erste internationale Titel Atalantas.[324] Zum ersten Mal in seiner Karriere traf Ademola Lookman in einem Spiel dreifach.
- meiste Pflichtspielsiege im Duell zweier Bundesligisten: 85 Siege in 129 Duellen gelangen dem FC Bayern gegen den VfB Stuttgart (Stand: Saisonbeginn 2025/26)[325]
- Der FC Bayern erzielte in den meisten Heimpflichtspielen in Folge immer mindestens einen Treffer: 76 Spiele (1979–1982)[326]
- Zuschauerrekord einer Saison in der 1. und 2. Bundesliga zusammen: 20.983.964 (2024/25)[327]
- Zuschauerrekord einer Hinrunde in der 1. und 2. Bundesliga zusammen: ca. 10,38 Millionen (2024/25)[328][329]
- Bruno Labbadia ist der einzige Spieler, der sowohl in der 1. als auch in der 2. Bundesliga jeweils mehr als 100 Tore erzielte: 204 (103 Treffer in der 1. und 101 Treffer in der 2. Liga, Stand: 34. Spieltag 2024/25).[330]
- Der 1. FC Nürnberg wurde als einziger Bundesligaclub durch einen fünftklassigen Verein im DFB-Pokal geschlagen (1:2 beim SSV Ulm, 2001/02).[331]
- deutscher Spieler, mit den meisten Einsätzen für die A-Nationalmannschaft: Lothar Matthäus (150 Einsätze; spielte 302× für den FC Bayern und 162× für Borussia Mönchengladbach)[332]
- ausländischer Spieler, mit den meisten Einsätzen für die A-Nationalmannschaft: Landon Donovan (157 Einsätze, für die USA (US-Rekordnationalspieler); spielte 7× für Bayer 04 Leverkusen und 6× für den FC Bayern)[333]
- deutscher Spieler mit den meisten Einsätzen, der nie A-Nationalspieler war: Michael Lameck (518 Spiele für den VfL Bochum, ohne je für die deutsche Nationalmannschaft gespielt zu haben; Platz 9 der ewigen Einsatzrangliste)[334]
- ausländischer Spieler mit den meisten Einsätzen, der nie A-Nationalspieler war: Raffael (290 Einsätze, 16 für Schalke 04, 110 für Hertha BSC, 164 für Borussia Mönchengladbach, ohne je für die brasilianische Nationalmannschaft gespielt zu haben)[334][335]
- Spieler mit den meisten Einsätzen in der Bundesliga und in der A-Nationalmannschaft zusammen: Manfred Kaltz (650 Einsätze, davon 581 in der Bundesliga und 69 im DFB-Team)[336]
- Torhüter mit den meisten Einsätzen in der Bundesliga und in der A-Nationalmannschaft zusammen: Manuel Neuer (647 Einsätze, 523 in der Bundesliga und 124 im DFB-Team, laufend, Stand: 34. Spieltag 2024/25)
- ausländischer Spieler mit den meisten Einsätzen in der Bundesliga und in der A-Nationalmannschaft zusammen: Claudio Pizarro (575 Einsätze, davon 490 in der Bundesliga und 85 für Peru)[337]
- Spieler mit den meisten Toren in der Bundesliga und in der A-Nationalmannschaft: Gerd Müller (433, davon 365 Treffer in der Bundesliga (Rekord) und 68 Treffer für das DFB-Team)[338]
- ausländischer Spieler mit den meisten Toren in der Bundesliga und in der A-Nationalmannschaft: Robert Lewandowski (396, davon 312 Treffer in der Bundesliga und 85 Treffer für Polen (Rekord), laufend, Stand: 17. August 2025)[339]
- Spieler mit den meisten Siegen in der Bundesliga und bei der Nationalmannschaft: Thomas Müller (438 Siege, laufend davon 356 beim FC Bayern und 82 beim DFB-Team, Stand: 26. Spieltag 2024/25)[340][341]
- Torhüter mit den meisten Siegen in der Bundesliga und bei der Nationalmannschaft: Manuel Neuer (437 Siege (laufend), davon 356 in der Bundesliga (77 bei Schalke 04 und 279 beim FC Bayern) sowie 78 beim DFB-Team, Stand: 34. Spieltag 2024/25)[341][342]
- Spieler mit den meisten Siegen für die Nationalmannschaft: 3 Spieler (je 87 Siege beim DFB-Team, Stand: 6. August 2025)[341]
  - Lothar Matthäus (bei 150 Einsätzen)
  - Miroslav Klose (bei 137 Einsätzen)
  - Lukas Podolski (bei 130 Einsätzen)
- Franz-Beckenbauer-Supercup-Rekordsieger: FC Bayern (11 Titel, Stand: 2025)[326][343]
  - 1987
  - 1990
  - 2010
  - 2012
  - 2016
  - 2017
  - 2018
  - 2020
  - 2021
  - 2022
  - 2025
- Anzahl Franz-Beckenbauer-Supercup-Teilnehmer: 13 (Stand: 2025)[326]
- Franz-Beckenbauer-Supercup-Rekordteilnehmer: FC Bayern (18 Teilnahmen, Stand: 2025)[326]
- meiste Teilnahmen am Franz-Beckenbauer-Supercup in Folge: 12 Teilnahmen (FC Bayern, bis 2023)[326]
- meiste Franz-Beckenbauer-Supercup-Siege in Folge: 3 (2×, FC Bayern, Stand: 2025)[326]
  - 2016–2018
  - 2020–2022
- Franz-Beckenbauer-Supercup-Rekordsieger als Spieler: 2 Spieler (je 8 Titel, immer für den FC Bayern, Stand: 2025)[325][326][63]
  - Thomas Müller
  - Manuel Neuer
- Franz-Beckenbauer-Supercup-Rekordteilnehmer als Spieler: Thomas Müller (12 Teilnahmen, immer für den FC Bayern, Stand: 2025)[326]
  - ausländischer Franz-Beckenbauer-Supercup-Rekordteilnehmer als Spieler: Robert Lewandowski (11 Teilnahmen, Pole, 8 für den FC Bayern und 3 für Borussia Dortmund, Stand: 2025)
- Verein mit den meisten Toren im Franz-Beckenbauer-Supercup: FC Bayern (39 Tore, Stand: 2025)[326]
- Franz-Beckenbauer-Supercup-Rekordtorschütze: Robert Lewandowski (7 Tore, 6 für den FC Bayern und 1 für Borussia Dortmund, Stand: 2025)[326]
  - ausländischer Franz-Beckenbauer-Supercup-Rekordtorschütze: Robert Lewandowski (7 Tore, Pole, 6 für den FC Bayern und 1 für Borussia Dortmund, Stand: 2025)[326]
  - deutscher Franz-Beckenbauer-Supercup-Rekordtorschütze: Thomas Müller (5 Tore, alle für den FC Bayern, Stand: 2025)[326]
- Franz-Beckenbauer-Supercup-Rekordtrainer: Otto Rehhagel (5 Teilnahmen, 4 für Werder Bremen und 1 für den 1. FC Kaiserslautern, Stand: 2025)[343]
  - ausländischer Franz-Beckenbauer-Supercup-Rekordtrainer: Pep Guardiola (3 Teilnahmen, Spanier, alle für den FC Bayern, Stand: 2025)
- Trainer mit den meisten Siegen im Franz-Beckenbauer-Supercup: 2 Trainer (je 3 Siege, Stand: 2025)[343]
  - Otto Rehhagel
  - Jupp Heynckes
- höchster Sieg im Franz-Beckenbauer-Supercup: 5:0 (für den FC Bayern gegen Eintracht Frankfurt, 2018, Stand: 2025)[343]
- Rekord-Schiedsrichter im Franz-Beckenbauer-Supercup: 3 Schiedsrichter (je 2 Spiele, Stand: 2025)[344]
  - Manfred Amerell
  - Bernd Heynemann
  - Marco Fritz
- Peter Zeidler (VfL Bochum, vereinsinternen) verlor die meisten Pflichtspiele zu Beginn einer Amtszeit als Cheftrainer (4 Spiele, zu Saisonbeginn 2024/25, Stand: 9. Spieltag 2024/25).[282]
  - 1. Runde im DFB-Pokal
  - 1., 2. und 3. Spieltag der Bundesliga

## In nächster Zeit möglicherweise fallende Bestmarken
- Spielpaarung mit den meisten Unentschieden: 35 (3×, Stand: 34. Spieltag 2024/25)[104][105]
  - Werder Bremen gegen Bayer Leverkusen (oder andersherum)
  - Werder Bremen gegen den Hamburger SV (oder andersherum)
  - Werder Bremen gegen den VfB Stuttgart (oder andersherum)
- Torhüter, der die meisten Strafstöße in Folge gegen sich parierte: 5 Torhüter (je 4 Strafstöße, Stand: 34. Spieltag 2024/25)[36][38]
  - Hans Jörg Butt (2000, für den Hamburger SV)
  - Thomas Zander (1980, für 1860 München)
  - Bernd Leno (2014, für Bayer Leverkusen)
  - Frank Rost (für Schalke 04 und den Hamburger SV)
  - Noah Atubolu (für den SC Freiburg, laufend)
- meiste Strafstöße in Folge verschossen: 7 (Borussia Dortmund, November 1963 bis Januar 1965, Stand: 34. Spieltag 2024/25)[36][345][150]
  - Der SC Freiburg steht bei 6.
- meiste Unentschieden: 510 (2×, Stand: 34. Spieltag 2024/25)[139][346][19][347]
  - Werder Bremen
  - Borussia Mönchengladbach
- meiste Unentschieden gegen den Rekordmeister (FC Bayern): 32 Unentschieden (Borussia Dortmund, Stand: 34. Spieltag 2024/25)[348]
  - Borussia Mönchengladbach steht bei 31.
- meiste unterschiedliche Torschützen: 293 (Eintracht Frankfurt, Stand: 33. Spieltag 2024/25)[349][146][75][350][351][352]
  - VfB Stuttgart steht bei 291.
- Eintracht Frankfurt (vereinsintern) meiste Siege gegen einen anderen Gegner: 39 (gegen Werder Bremen, Stand: 11. Spieltag 2024/25)[353]
  - Gegen Borussia Mönchengladbach steht man bei 38.
- meiste Strafstöße verschossen: 78 (Werder Bremen, Stand: 34. Spieltag 2024/25)[31][144][354]
  - Borussia Mönchengladbach steht bei 76.
  - Borussia Dortmund steht bei 76.
- Duell zweier Teams mit den meisten Treffern: 373[84][85][86][87][88]
  - zwischen Borussia Dortmund und dem VfB Stuttgart (189:184 bei 110 Begegnungen, Stand: 34. Spieltag 2024/25)
  - zwischen dem FC Bayern und Werder Bremen gab es 371 Treffer (Stand: 34. Spieltag 2024/25).